# Mahmood Fahmi
Mahmood Jamal Ahmad Fahmi, född 24 december 1965 i Irak, är en svensk politiker (moderat). Han var riksdagsledamot (statsrådsersättare) 2008–2010, invald för Stockholms kommuns valkrets.
Fahmi har kurdisk bakgrund.[källa behövs]
Fahmi kandiderade i riksdagsvalet 2006 och blev ersättare. Han tjänstgjorde som statsrådsersättare för Lena Adelsohn Liljeroth från och med 7 maj 2008 till mandatperiodens slut. I riksdagen var Fahmi suppleant i trafikutskottet och utbildningsutskottet.